# Sinjeong-dong, Seoul
Sinjeong-dong (koreanska: 신정동) är en stadsdel i stadsdistriktet Yangcheon-gu i Sydkoreas huvudstad Seoul.

## Indelning
Administrativt är Sinjeong-dong indelat i:
| Namn    | Namn                  | Yta km² | Invånare 31 dec 2020 |
| ------- | --------------------- | ------- | -------------------- |
| 신정1동 | Sinjeong 1(il)-dong   | 0,70    | 21 074               |
| 신정2동 | Sinjeong 2(i)-dong    | 0,52    | 20 207               |
| 신정3동 | Sinjeong 3(sam)-dong  | 2,72    | 46 787               |
| 신정4동 | Sinjeong 4(sa)-dong   | 1,01    | 34 191               |
| 신정6동 | Sinjeong 6(yuk)-dong  | 0,96    | 25 038               |
| 신정7동 | Sinjeong 7(chil)-dong | 1,21    | 30 075               |